# Phosinaite-(Ce)
La phosinaite-(Ce) è un minerale.